# Rock Cup 2024-2025
La Rock Cup 2024-2025 è stata la 70ª edizione della Coppa di Gibilterra, la dodicesima riconosciuta dalla UEFA, iniziata il 1º febbraio 2025 e terminata il 29 marzo successivo. La squadra vincente ottiene la qualificazione per la UEFA Conference League 2025-2026.
La squadra campione in carica era il Lincoln Red Imps, che ha vinto la sua ventesima coppa nazionale nell'edizione 2023-2024, mentre la competizione è stata vinta dal FCB Magpies, alla sua seconda coppa nazionale.

## Incontri

### Primo turno
Partecipano a questo turno 7 squadre della National League e una squadra della Intermediate League.
| Squadra 1       | Risultato       | Squadra 2     |
| --------------- | --------------- | ------------- |
| 1 febbraio 2025 |                 |               |
| Mons Calpe      | 0 – 0 (4-2 dtr) | Europa FC     |
| Lynx            | 3 – 5           | Manchester 62 |
| 2 febbraio 2025 |                 |               |
| St Joseph's     | 5 – 0           | College 1975  |
| Europa Point    | 0 – 4           | FCB Magpies   |

### Quarti di finale
Il sorteggio per i quarti di finale si è tenuto il 6 febbraio 2025.
| Squadra 1        | Risultato       | Squadra 2       |
| ---------------- | --------------- | --------------- |
| 15 febbraio 2025 |                 |                 |
| FCB Magpies      | 17 – 0          | Hound Dogs      |
| St Joseph's      | 1 – 1 (2-4 dtr) | Lions Gibraltar |
| 16 febbraio 2025 |                 |                 |
| Lincoln Red Imps | 3 – 0           | Mons Calpe      |
| Manchester 62    | 7 – 2           | Glacis United   |

### Semifinali
Il sorteggio si è tenuto il 21 febbraio 2025.
| Squadra 1       | Risultato | Squadra 2        |
| --------------- | --------- | ---------------- |
| 1 marzo 2025    |           |                  |
| FCB Magpies     | 2 – 1     | Lincoln Red Imps |
| 2 marzo 2025    |           |                  |
| Lions Gibraltar | 2 – 1     | Manchester 62    |

### Finale
| Gibilterra 29 marzo 2025, ore 15:00 CEST                                         | Lions Gibraltar | 1 – 3 referto                      | FCB Magpies | Europa Point Stadium |
| \| \| \| \| \| Dulleck 23’ \| Marcatori \| 12’ Juanjè 16’ Del Rio 90+5’ Borge \| |                 |                                    |             |                      |
|                                                                                  |                 |                                    |             |                      |
| Dulleck 23’                                                                      | Marcatori       | 12’ Juanjè 16’ Del Rio 90+5’ Borge |             |                      |